# 保罗·列维
保罗·列维（德語：Paul Levi；1883年3月11日—1930年2月9日）是一位德国犹太人共产主义政治领袖。他在1919年卢森堡和李卜克内西遇害后担任德国共产党主席。